# 딜라일라 (미사일)
딜라일라 미사일(Delilah missile)은 이스라엘이 개발한 순항미사일이다.
터보제트엔진을 사용해서 최대 250km목표를 정확히 공격할 수 있는 정밀타격무기로써 이스라엘의 방산산업체인 이스라엘 군사 산업(IMI)이 개발하였다. F-15나 F-16에 장착해 운용 가능하다.

## 갤러리

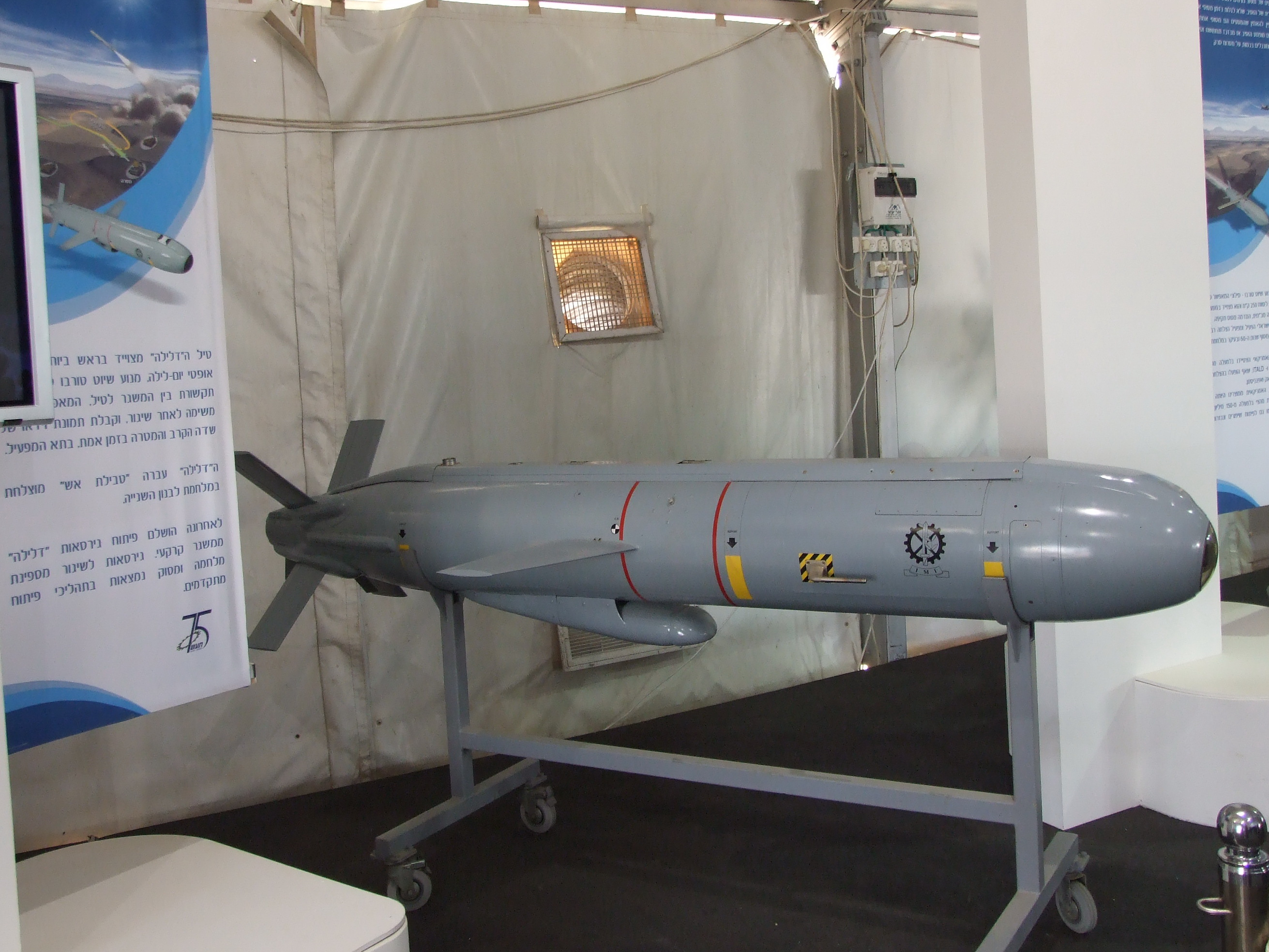
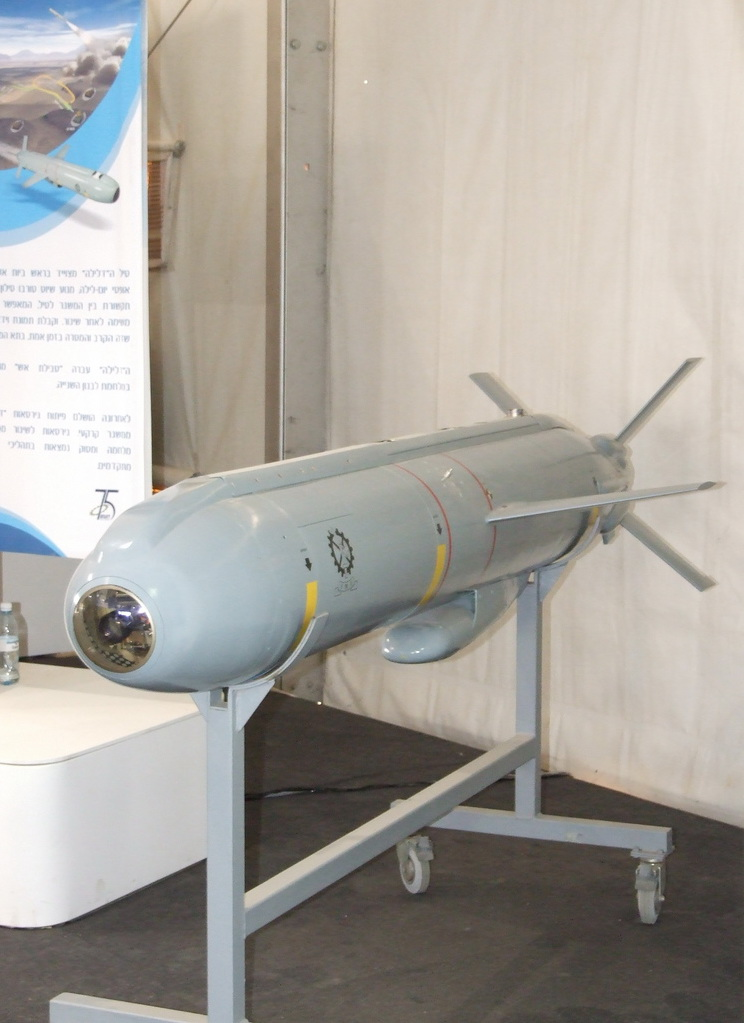
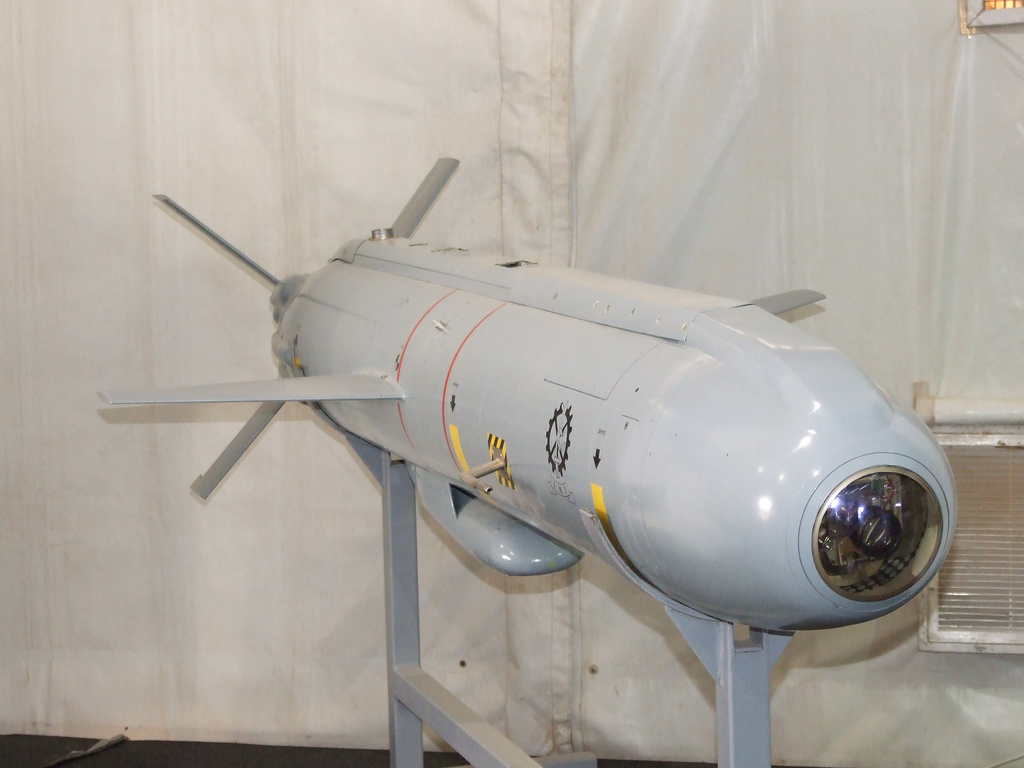
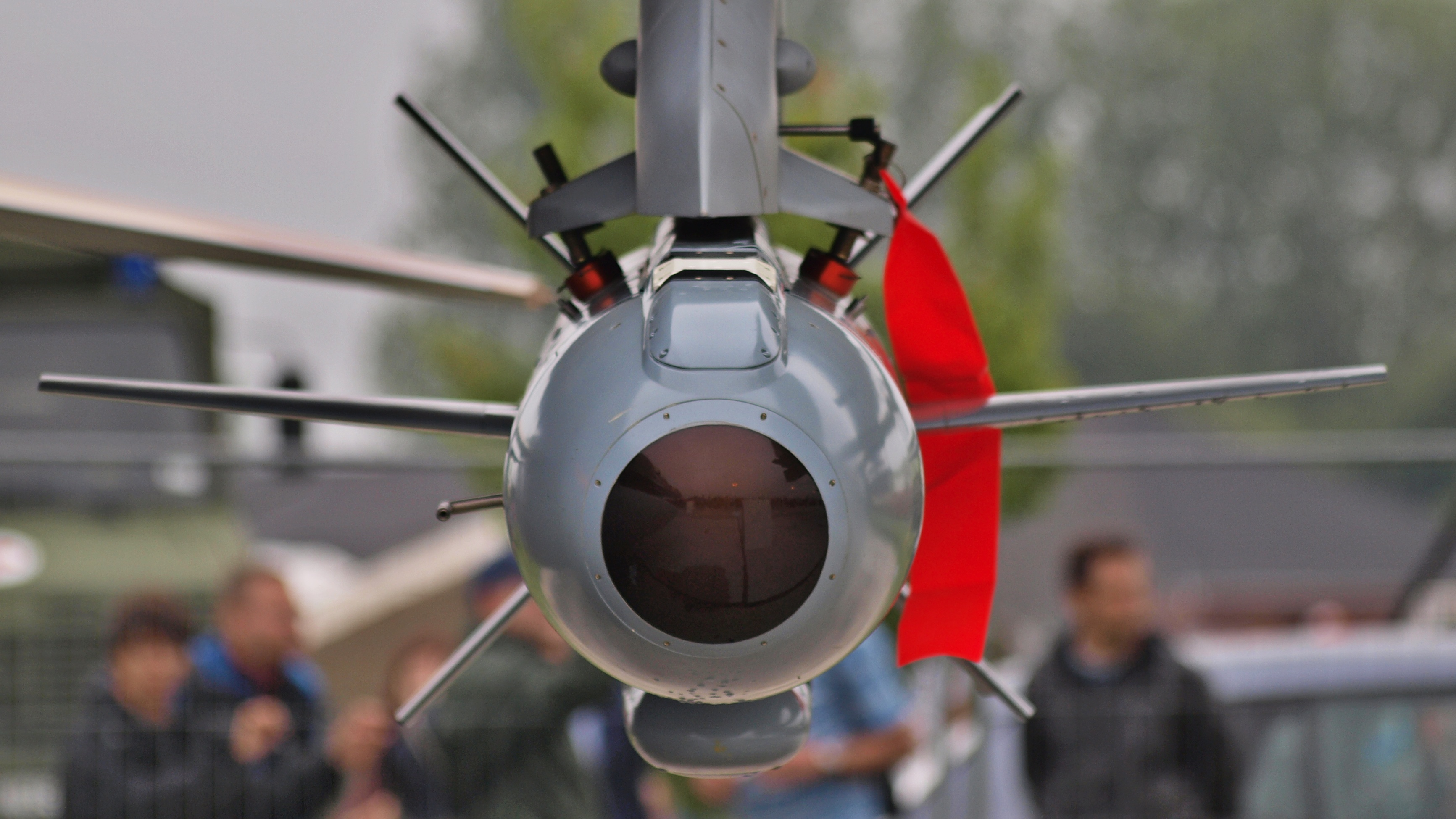
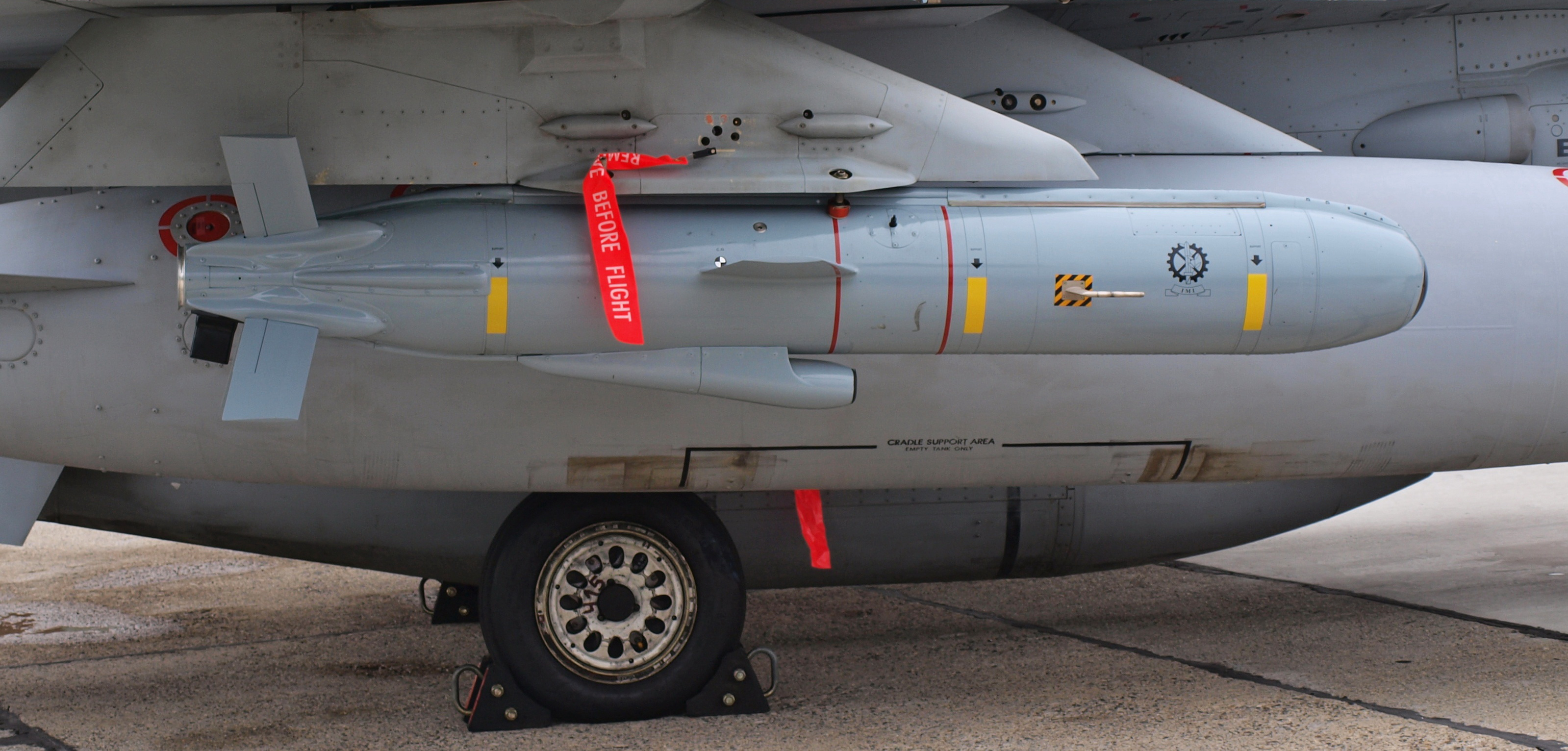